# (9146) Tulikov
(9146) Tulikov (1976 YG1) – planetoida z pasa głównego asteroid okrążająca Słońce w ciągu 3,84 lat w średniej odległości 2,45 j.a. Odkryta 16 grudnia 1976 roku.